# Brasil Carinhoso
Programa Brasil Carinhoso é um projeto desenvolvido pelo Governo Federal brasileiro que compõe a Lei nº 570, de 14 de maio de 2012.
Voltado para a primeira infância, foi lançado durante o governo da presidente Dilma Rousseff, integra o Plano Brasil Sem Miséria e é composto por ações destinadas ao apoio de famílias beneficiárias do programa Bolsa Família com crianças de até seis anos de idade através da melhoria na educação, saúde e renda. Entre suas vertentes está a busca pela ampliação do acesso da população de baixa renda a creches públicas ou conveniadas por meio da expansão da quantidade de matrículas de crianças de 0 a 48 meses.
Para tal, o programa repassa recursos federais às prefeituras de acordo com o número de vagas ocupadas por crianças beneficiárias do Bolsa Família, sem a necessidade de convênio ou qualquer outro instrumento. Assim, busca-se incentivar os municípios a aumentar o número de vagas e a melhorar o atendimento através do investimento na manutenção e desenvolvimento da educação infantil, contribuição com ações de cuidado integral, segurança alimentar e nutricional, garantia de acesso e permanência dos beneficiários na educação infantil. O repasse de recursos financeiros é feito através de duas parcelas, sendo o montante calculado com base em 50 por cento do valor anual mínimo por matrícula em creche pública ou conveniada, em período integral ou parcial, definido para o Fundo de Manutenção e Desenvolvimento da Educação Básica e de Valorização dos Profissionais da Educação (Fundeb). Através da antecipação de recursos do Fundeb, o programa visava aumentar o número de obras de novas escolas e unidades de educação infantil, além da ampliação de investimento em 66 por cento para a merenda escolar.
Inicialmente, o programa atendia crianças entre zero a seis anos. Em 2012, a presidente Dilma fez a expansão do programa, passando a atender crianças de sete à quinze anos. Segundo dados divulgados pela Secretaria do Governo, em 2014 foram identificadas 707,7 mil crianças atendidas pelo programa e matriculadas em creches, indicando um aumento de 56 por cento em relação ao ano anterior.

## Quem pode solicitar o benefício
Somente poderão solicitar o benefício as famílias de extrema pobreza que já forem cadastradas no programa Bolsa Família e que possuam:
crianças entre 0 e 15 anos; renda per capita mensal de até 70 reais, mesmo após o aproveitamento dos benefícios do programa Bolsa Família.
O valor que cada família receberá tem como finalidade superar os 70 reais mensais e erradicar os níveis de extrema pobreza. Tal valor será repassado a cada família em intervalos de aproximadamente 2 reais. O benefício final girará em torno de 80 reais. O governo entende que a renda mensal de cada pessoa da família deve ser superior a 70 reais mensais, portanto, será somada a renda total da família, será feita uma divisão do valor entre cada membro, e será acrescentado o valor que falta para dar 70 reais. Os valores de cada pessoa serão somados, e por fim haverá o valor total de recebimento da família. Se a família for contemplada por outros programas estaduais ou municipais, o valor não será considerado na somatória total, somente o programa Bolsa Família.
Os recursos poderão ser sacados no mesmo cartão e mesma data de pagamento do programa Bolsa Família. As famílias que tiverem o benefício do programa Bolsa Família cancelados, suspensos ou bloqueados, automaticamente não serão mais contempladas também com o benefício de superação da extrema pobreza na primeira infância.
A seguir, tabela explicativa para saber quando você pode receber o benefício, basta consultar o calendário do Bolsa Família e conferir com o número do NIS (Número de Identificação Social).
| 1 | 18/jan | 13/fev | 20/mar | 13/abr | 18/mai  | 19/jun | 18/jul | 19/ago | 18/set | 18/out | 17/nov | 11/dez |
| - | ------ | ------ | ------ | ------ | ------- | ------ | ------ | ------ | ------ | ------ | ------ | ------ |
| 2 | 19/jan | 14/fev | 21/mar | 17/abr | 19/mai  | 20/jun | 19/jul | 21/ago | 19/set | 19/out | 20/nov | 12/dez |
| 3 | 20/jan | 15/fev | 22/mar | 18/abr | 22/mai  | 21/jun | 20/jul | 22/ago | 20/set | 20/out | 21/nov | 13/dez |
| 4 | 23/jan | 16/fev | 23/mar | 19/abr | 23/mai  | 22/jun | 21/jul | 23/ago | 21/set | 23/out | 22/nov | 14/dez |
| 5 | 24/jan | 17/fev | 24/mar | 20/abr | 24/mai  | 23/jun | 24/jul | 24/ago | 22/set | 24/out | 23/nov | 15/dez |
| 6 | 25/jan | 20/fev | 27/mar | 24/abr | 25/mai  | 26/jun | 25/jul | 25/ago | 25/set | 25/out | 24/nov | 18/dez |
| 7 | 26/jan | 21/fev | 28/mar | 25/abr | 26/mai  | 27/jun | 26/jul | 28/ago | 26/set | 26/out | 27/nov | 19/dez |
| 8 | 27/jan | 22/fev | 29/mar | 26/abr | 29/maio | 28/jun | 27/jul | 29/ago | 27/set | 27/out | 28/nov | 20/dez |
| 9 | 30/jan | 23/fev | 30/mar | 27/abr | 30/mai  | 29/jun | 28/jul | 30/ago | 28/set | 30/out | 29/nov | 21/dez |
| 0 | 31/jan | 24/fev | 31/mar | 28/abr | 31/mai  | 30/jun | 31/jul | 31/ago | 29/set | 31/out | 30/nov | 22/dez |

## Avanços do programa
Em 2013, primeiro ano do programa em funcionamento, a previsão de orçamento era de R$23,1 bilhões.
A taxa de extrema pobreza entre crianças de zero a cinco anos era de 13,9 por cento em 2004, vinte e três vezes maior que pessoas na faixa etária de 65 anos ou mais. Em cinco anos, há uma brusca redução de seis pontos percentuais, tendência que se preservou pelos dois anos a seguir e chegou a 5% dez anos depois, em 2014. O programa Bolsa Família teve um reajuste no ano de 2011, priorizando os benefícios relacionados a crianças até 15 anos, que obtiveram aumento de 45 por cento. Houve também aumento na quantidade de benefícios que a família recebia, passando de três para cinco, e começou-se a proporcionar o benefício para mulheres gestantes - o que colaborou para que houvesse 60 por cento a mais de identificação de gestantes até a décima segunda semana de gestação.

## Repasse de verbas
O repasse de verbas para o Programa Brasil Carinhoso é feito pelo Fundo Nacional de Desenvolvimento da Educação (FNDE), destinando-se à manutenção e desenvolvimento da educação infantil.
O governo federal aperfeiçoou as regras para os repasses de recursos do programa Brasil Carinhoso às prefeituras nos anos de 2015 e 2016. O decreto com os ajuste feitos pelo Ministério do Desenvolvimento Social foi publicado no Diário Oficial da União no dia 30 de dezembro. As novas normas acreditam que seja possível aumentar o estímulo, dos municípios, em matricular crianças beneficiárias do Bolsa Família em creches, e alcançar a Meta 1 do Plano Nacional de Educação de garantir que 50 por cento das crianças de zero a 48 meses estejam matriculadas em creches, e que a diferença de cobertura entre os 20 por cento mais ricos e os 20 por cento mais pobres não seja superior a 10 por cento.

## Quando a família deixa de receber o benefício
A família deixa de ser beneficiada pelo programa caso deixe de receber o Bolsa Família ou quando a renda per capita superar os 70 reais mensais sem somar o benefício do programa ou ainda, quando a criança completar 7 anos e nesse caso, o benefício será encerrado no mês de dezembro.